# Diocesi di Argeș
La diocesi di Argeș (in latino: Dioecesis Argensis) è una sede soppressa della Chiesa cattolica.

## Storia
In seguito all'attività missionaria condotta a partire dal XIII secolo dagli Ordini mendicanti francescano e domenicano, nei territori dell'odierna Romania si svilupparono diverse comunità cattoliche di rito latino. Questo indusse alla creazione di sedi episcopali, in particolare a sud e ad est dei Carpazi (ossia in Valacchia ed in Moldavia), per lo più di durata effimera.
In Valacchia, verso la fine del XIV secolo furono erette due diocesi, quella di Severino e quella di Argeș (l'odierna Curtea de Argeș), eretta da papa Urbano VI nel 1381. La diocesi era suffraganea dell'arcidiocesi di Kalocsa.
La diocesi cessò di esistere agli inizi del XVI secolo, a seguito dell'avanzata ottomana nella regione.

## Cronotassi dei vescovi
- Nicola Antonio, O.P. † (9 maggio 1381 - ? deceduto)
- Giorgio, O.E.S.A. † (15 marzo 1394 - ?)
- Andrea † (2 novembre 1396 - ?)
- Francesco † (12 maggio 1399 - ?)
- Giovanni † (? deceduto)
- Giorgio Giovanni † (20 febbraio 1402 - ? deceduto)
- Giovanni di Antiquavilla, O.S.B. † (28 novembre 1418 - ? deceduto)
- Paolo Pietro † (5 maggio 1421 - 1438 deposto)
  - Giovanni di Ragusa, O.P. † (1438 - ?) (antivescovo)[1]
- Giacomo Richer, O.P. † (24 aprile 1458 - ? deceduto)
- Raimondo Barenfuss, O.Cist. † (21 aprile 1466 - ?)
- Paolo † (11 aprile 1480 - ?)
- Andrea † (2 aprile 1495 - ? deceduto)
  - Dionigi di Gaylo † (29 ottobre 1512 - ?) (vescovo titolare ?)